# STS-97
La STS-97 è una missione spaziale del Programma Space Shuttle.
La missione, della durata di 11 giorni, ebbe l'obbiettivo di agganciarsi alla Stazione spaziale internazionale e di montare sulla Integrated Truss Structure la prima serie di pannelli solari stivati nello Shuttle.
STS-97 fu il 15-esimo volo dell'Endeavour e la 101-esima missione dello Space Shuttle.

## Equipaggio
- Comandante: Brent Jett (3)
- Pilota: Michael J. Bloomfield (2)
- Specialista di missione: Joseph Tanner (3)
- Specialista di missione: Carlos Noriega (2)
- Specialista di missione: Marc Garneau (3)

Tra parentesi il numero di voli spaziali completati da ogni membro dell'equipaggio, inclusa questa missione.

## Parametri della missione
- Massa:
  - Navetta al lancio: 120.742 kg
  - Navetta al rientro: 89.758 kg
  - Carico utile: 7.906 kg
- Perigeo: 352 km
- Apogeo: 365 km
- Inclinazione: 51,6°
- Periodo: 1 ora, 31 minuti e 42 secondi

### Attracco con l'ISS
- Aggancio all'ISS: 2 dicembre 2000, 19:59:49 UTC
- Sgancio: 9 dicembre 2000, 19:13:00 UTC
- Durata dell'attracco: 6 giorni, 23 ore, 13 minuti e 11 secondi

### Passeggiate spaziali
- Tanner e Noriega  - EVA 1
- Inizio EVA 1: 3 dicembre 2000 - 18:35 UTC
- Fine EVA 1: 4 dicembre 2000 - 2:08 UTC
- Durata: 7 ore e 33 minuti
- Tanner e Noriega  - EVA 2
- Inizio EVA 2: 5 dicembre 2000 - 17:21 UTC
- Fine EVA 2: 5 dicembre 2000 - 23:58 UTC
- Durata: 6 ore e 37 minuti
- Tanner e Noriega  - EVA 3
- Inizio EVA 3: 7 dicembre 2000 - 16:13 UTC
- Fine EVA 3: 7 dicembre 2000 - 21:23 UTC
- Durata: 5 ore e 10 minuti